# Estudios de la mujer

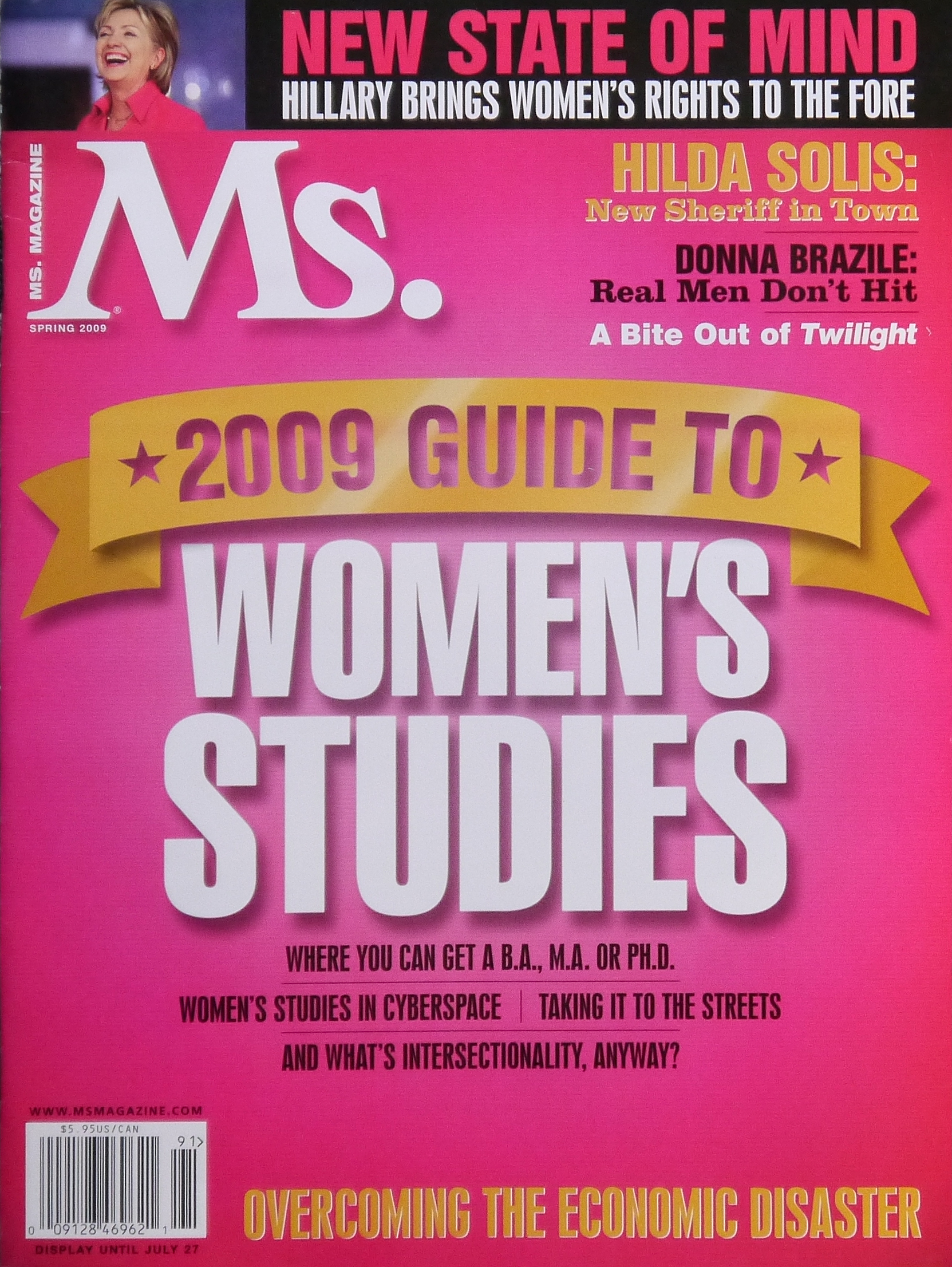
Los estudios de la mujer fueron el tema principal del número de 2009 de la revista Ms.

Los estudios de la mujer o  estudios de las mujeres (en inglés women's studies) son un campo interdisciplinario de investigación académica que se caracteriza por aproximarse a los temas relativos a las mujeres, el feminismo, el género y la política, desde los presupuestos de una teoría crítica. Algunos de esos temas son la teoría feminista, la historia de las mujeres (por ejemplo, una historia del sufragio femenino) y la historia social, la literatura de la mujer, la salud de la mujer, el arte feminista, el psicoanálisis feminista y la práctica influenciada por el feminismo y los estudios de género de la mayoría de las disciplinas humanísticas y de las ciencias sociales.
El campo de estudio investiga y crítica algunas normas sociales de género, raza, clase, sexualidad y otras desigualdades sociales. En Estados Unidos, los estudios de la mujer fueron establecidos como un campo de estudio mucho antes que los estudios de género ya que el primer doctorado en estudios de la mujer fue creado en 1990 y fue hasta 2005 que se creó un doctorado para estudios de género. 
Los estudios de la mujer están enfocados a generar un cambio social que acabe con la dominación masculina. Se apoya en el feminismo para la generación de conocimiento en diferentes campos.

## Historia
Los estudios de la mujer se independizaron como disciplina académica a finales de los años setenta del siglo XX, en un momento en que la segunda ola del feminismo estaba ganando influencia política en la universidad a través del activismo estudiantil y del profesorado. Como disciplina académica, fue configurada siguiendo el modelo de los programas de los estudios americanos, estudios étnicos (como los estudios afroamericanos) y estudios chicanos, que se habían desarrollado un poco antes.
El primer curso acreditado sobre estudios de la mujer se creó en la Universidad de Cornell en 1969.  Un año después se abrió el primer programa de Estudios de la Mujer en los Estados Unidos se estableció el 21 de mayo de 1970 en el «San Diego State College» (hoy en día Universidad Estatal de San Diego) tras una intensa organización de los grupos de mujeres para concientizar, protestas, demandas por escrito y clases reales no oficiales o experimentales, presentaciones ante siete comités y asambleas. Carol Rowell Council fue la estudiante cofundadora junto con Joyce Nower, un profesor de literatura. 
En unas semanas, se presentó otro programa en el Richmond College de la Universidad de la Ciudad de Nueva York (hoy en día College of Staten Island). En los años setenta, varias universidades y facultades crearon departamentos y programas de Estudios de la mujer, y el profesorado pudo estar disponible sin la necesidad de depender de otros departamentos.
En conjunto con el Movimiento Nacional de Liberación de la mujer, estudiantes y miembros crearon un comité Ad Hoc para estudios de la mujer. En 1974, los miembros de la facultad iniciaron una campaña global para la integración del departamento. Hasta este momento, las acciones en campo eran en extremo políticas. Debido a la sensible naturaleza política del movimiento y duros contragolpes al movimiento feminista, aún hay mucho desconocimiento acerca de la creación de estudios de la mujer.
El primer diario escolar e interdisciplinario de estudios de la mujer, Feminist Studies, se publicó por primera vez en 1972. La Asociación Nacional de Estudios de las Mujeres se estableció en 1977.
En 1990 se estableció en la Universidad Emory el primer programa de doctorado en Estudios de la Mujer. La Universidad de Kabul inició su primer curso de maestría en género y estudios de la mujer en Afganistán en 2015.

## Metodología de estudios de la mujer
La facultad de estudios de la mujer tiene una amplia gama de pedagogías, sin embargo hay temas comunes en las formas de enseñanza de la materia. Las prácticas en el proceso de enseñanza y aprendizaje se auxilia en la pedagogía feminista. La currícula de los estudios de la mujer alientan a sus alumnos a participar actividades aprendizaje-servicio además de discutir y reflexionar el material de los cursos. La descentralización del profesor como fuente de conocimiento es fundamental en la cultura en el salón de clases de estudios de la mujer. Los cursos a menudo son más igualitarios que en disciplinas tradicionales haciendo hincapié en el análisis crítico de los textos y el desarrollo de la escritura crítica. 
Desde 1970, algunos alumnos de estudios de la mujer han tomado enfoques posmodernistas para entender el género y su intersección con la raza, clase, origen étnico, sexualidad, religión, edad, capacidades y discapacidades para producir y mantener estructuras de poder entre la sociedad. Con este cambio se ha mantenido el foco en el lenguaje, la subjetividad, la hegemonía social y cómo está constituida la vida de los sujetos independientemente de cómo se identifiquen. La base de estas teorías es la noción de que como sea que alguien se identifique, el género, sexo y sexualidad no son intrínsecas sino construidas socialmente.

## Educación
En muchas instituciones, los estudios de la mujer basan su enseñanza en un modelo triádico. Esto significa que combinan equitativamente investigación, teoría y práctica. Los profesores incorporan estos componentes en las clases alrededor de una variedad de temas que incluyen cultura popular, mujeres en la economía, justicia reproductiva y ambiental, mujeres de color, globalización, principios feministas y estudios queer. Los programas y cursos de estudios de la mujer están diseñados para explorar la intersección con el género, la raza, sexualidad, clase y otros temas involucrados con identidad política y normas sociales a través de una perspectiva feminista. Muchos de estos programas incluyen clases sobre literatura mediática, sexualidad, raza, historia que involucra mujeres, teoría queer, multiculturalidad y muchos otros cursos relacionados. 
A través de estas clases, estudiantes y profesores enfocan el análisis y crítica de diversas estructuras institucionales como la educación, medios, industria, lenguaje, familia, medicina, investigación y prisiones hacia un marco interseccional.  Esto significa que piensan en los efectos de la gente de diferentes géneros, razas, sexos, culturas, religiones, clases sociales y estatus económico al interior de las instituciones y la forma en que se cruzan esas identidades.
Aprender a través del análisis, el trabajo comunitario y la investigación, los estudiantes de Estudios de la mujer salen de la universidad con herramientas para hacer un cambio social y tomar acciones para hacer algo acerca de las desigualdades que estudian.
Algunas eminencias notables en estudios de la mujer son las autoras Gloria Anzaldúa, Bell Hooks, Sandra Cisneros, Angela Davis, Cherríe Moraga y Audre Lorde.